# Winong (Winong)
Winong is een bestuurslaag in het regentschap Pati van de provincie Midden-Java, Indonesië. Winong telt 2390 inwoners (volkstelling 2010).